# Joan Filbá
Joan Filbá, né le 10 janvier 1955, à Mataró, en Espagne et décédé le 10 octobre 1981, à Barcelone, en Espagne, dans un accident de la route, est un ancien joueur de basket-ball espagnol. Il évolue au poste de pivot.

## Palmarès
- Champion d'Espagne 1978